# 天樞穴
天樞穴是属于足陽明胃經的腧穴。

## 定位
臍中旁開2寸。

## 主治
腹痛、腹脹、泄瀉、便秘、水腫、月經不調等

## 操作
直刺0.8～1.2寸；可灸。